# Neophrida aurolimbalis
Neophrida aurolimbalis är en fjärilsart som beskrevs av Heinrich Benno Möschler 1882. Neophrida aurolimbalis ingår i släktet Neophrida och familjen mott. Inga underarter finns listade i Catalogue of Life.